# Biłowody
Biłowody (ukr. Біловоди) – wieś na Ukrainie, w obwodzie sumskim, w rejonie sumskim, w hromadzie Chotiń.  W 2025 r. ludność wioski została ewakuowana.